# Kreplach
I kreplach (in yiddish קרעפּלעך‎?) sono un tipo di pasta ripiena tradizionale della cucina ebraica aschenazita.

## Etimologia e storia
La parola yiddish קרעפלעך, traslitterato kreplekh è il plurale di krepl e deriva dal tedesco dialettale. Secondo una tradizione, il nome del piatto sarebbe correlato alle ricorrenze ebraiche in quanto composto dalle iniziali di "Kippur" (da "Yom Kippur"), "Rabbah" (da "Hoshana Rabbah") e "Purim", che insieme formano la parola krep.
Si pensa che la pasta ripiena sia stata portata da Venezia agli ebrei ashkenaziti in Germania durante il XIV secolo.
I kreplach già pronti e surgelati sono venduti nelle sezioni casherut dei supermercati.

## Descrizione
I kreplach hanno l'aspetto di piccoli gnocchi ripieni con un impasto sottile a base di farina, acqua e uova e un ripieno che può essere di carne macinata, pollo, purè di patate, formaggio ed erbette. In genere, i kreplach vengono bolliti e serviti con il brodo di pollo o fritti. I kreplach somigliano ad altri alimenti come gli uszka (Polonia e Ucraina), i pelmeni (Russia), i ravioli (Italia), i tortellini (Italia), i Maultaschen (Germania), i jiaozi (Cina) e i wonton (Cina).
Alcuni cuochi odierni li preparano usando un quadrato di pasta che viene riempito e piegato a mo' di triangolo. Altri adottano dei tondi di pasta a cui conferiscono una forma a mezzaluna. Altri ancora danno ad essi la forma di un quadrato. In alcuni casi, i kreplach si cucinano utilizzando degli involucri di pasta congelata o per wonton.

## Nella cultura
Una variante con formaggio dolce e altre località funge da antipasto o primo piatto durante il Shavuot.
Nelle case degli ashchenaziti, i kreplach sono per tradizione consumati durante il Rosh haShana, al pasto che precede il digiuno prima dello "Yom Kippur" così come durante l'Hoshana Rabbah e la Simchat Torah.
In occasione del Purim vengono mangiati kreplach che possono contenere sia ripieni di carne che a base di ingredienti vegetariani o caseari perché, essendo celato in un involucro di pasta, la loro farcia deve alludere alla natura "nascosta" del miracolo di Purim.
I ravioli fritti sono tipici della Chanukkah perché l'olio in cui vengono immersi alludono al miracolo di Chanukah.